# The Destroyer
The Destroyer ist eine US-amerikanische Taschenbuchserie mit dem Helden „Remo Williams“. Die Serie wurde von Richard Sapir und Warren Murphy geschaffen. Die erste Ausgabe erschien 1971 und es wurden bislang 141 Geschichten publiziert.
Zusammen mit der Serie „The Executioner“ von Don Pendleton ist „The Destroyer“ eine der am längsten laufenden Abenteuerserien, obwohl sie, im Gegensatz zu „The Executioner“, in verschiedenen Geschichten auch Elemente aus dem Bereich Fantasy, Science-Fiction, Spionage und Mystery enthält. In fast jeder Geschichte sind zudem satirische Anspielungen auf politische und soziale Gegebenheiten enthalten und sie machte sich über fast jedes Sujet, sogar über sich selbst, lustig.

## Hintergrund
Remo Williams macht sich im Vietnam-Krieg den Ruf eines Mannes, mit dem nicht gut zu spaßen ist und der einen Gegner kalt und gnadenlos, ohne Unterstützung anderer, ins Jenseits befördern kann. Nach seiner Militärzeit wird Remo ein ehrenhafter Polizist und tötet, anscheinend, einen Drogenhändler. Das Gerichtsverfahren gegen ihn wird seltsam schnell und unsachlich durchgeführt und ebenso seltsam schnell wird er auf dem elektrischen Stuhl hingerichtet.
Doch nach seiner Exekution erwacht Williams und findet sich als Rekrut in Diensten einer ominösen US-Regierungsbehörde mit der Bezeichnung „CURE“ wieder. Die Behörde kämpft gegen kriminelle Elemente „mit Einfluss“, Geld und Macht, also die Typen, gegen die eine normale Behörde wegen der „Beziehungen“ der Personen nichts ausrichten kann. CURE brauchte einen „Vollstrecker“ und wegen seiner „Verdienste“ in Vietnam wurde Remo Williams ausgesucht und soll als „Mann ohne Vergangenheit“ das „Elfte Gebot“ durchsetzen: „Du sollst nicht davonkommen!“ Williams bleibt nichts anderes übrig, als zu kooperieren.
Remo Williams erhält von dem koreanischen Meisterattentäter Chiun eine Ausbildung in der alten Kampftechnik „Sinanju“, von der alle anderen Kampfsporttechniken abstammen sollen und die weitaus tödlicher ist als alle anderen. Nach einiger Zeit entwickelt sich zwischen den beiden sogar eine Art Freundschaft und Remo nennt Chiun auch schon mal „Kleiner Vater“ (Koreanern wird nachgesagt, nicht besonders groß gewachsen zu sein). Chiun hingegen glaubt, dass Remo die Erfüllung einer alten Prophezeiung und eine Reinkarnation des Zerstörergottes Shiva sei, sonst hätte er ihn gar nicht ausgebildet.

## Verfilmung
1985 verfilmte Regisseur Guy Hamilton unter dem Titel Remo – unbewaffnet und gefährlich (Remo Williams: The Adventure Begins) die Entstehungsgeschichte von Remo Williams mit Fred Ward in der Hauptrolle. Als Koreaner „Chiun“ wurde der weiße Schauspieler Joel Grey (bekannt aus dem Musicalfilm Cabaret) ausgewählt. In seiner Maske stellte er einen Koreaner so täuschend echt dar, dass er gar nicht für einen Oscar nominiert wurde, weil die Abstimmungsteilnehmer in der „Kategorie Schauspieler“ dachten, er sei tatsächlich Koreaner. Die Teilnehmer in der „Kategorie Makeup“ wussten es besser und nominierten den Maskenbildner Carl Fullerton für einen Oscar in der Kategorie „Bestes Makeup“.

## Serientitel bis Oktober 2005
Zusätzlich zu den untenstehenden Ausgaben, erschien 1983 ein Serienführer mit dem Titel „The Assassin’s Handbook“ (Handbuch eines Attentäters)  mit einer weiteren, neuen Geschichte „The Day Remo Died“. Das Buch wurde unter dem Titel „Inside Sinanju“ 1985 neu aufgelegt und enthielt auch Material aus der Verfilmung. Die Filmgeschichte erschien auch als Roman, geschrieben von den Schöpfern der Serie, Sapir und Murphy.

## „The Destroyer“ in Comics
In den 1990er-Jahren wurden von Marvel Comics auch neun Alben mit farbigen Destroyer-Geschichten herausgegeben, die auf Remo-Williams-Abenteuer basieren.
Zusätzlich gibt es verschiedene Destroyer-Comics mit anderen Helden. In den „Mystic Comics“ gab es 1940 Abenteuer um den Mutanten „Kevin Marlow“, in den 1970er-Jahren britische Comics mit „Brian Falsworth“, ebenfalls ein Mutant, und ab 1977 wurde ein weiterer Mutant in Marvel-Comics auf die Bösen der Welt losgelassen, „Roger Aubrey“. Auch in den Spider-Man-Comics stand der Spinne ab 1997 mehrmals ein Destroyer zur Seite, der zivil den Namen „Keen Marlow“ trug.